# Gabriele Wurzel
Gabriele Wurzel (* 17. September 1948 in Offenbach am Main) ist eine deutsche Juristin, Verwaltungsbeamtin und Politikerin (CDU).

## Leben
Gabriele Wurzel wurde als Tochter eines Altphilologen geboren. Nach dem Abitur 1967 am Gymnasium in Wiesbaden nahm sie ein Studium der Rechtswissenschaften an den Universitäten in Mainz und Würzburg auf, das sie 1972 mit dem Ersten Juristischen Staatsexamen abschloss. Während ihres Studiums absolvierte sie ein dreimonatiges Praktikum beim Europäischen Parlament. 1975 wurde sie an der Universität Würzburg zum Dr. jur. promoviert (Dissertation: Gemeinderat als Parlament?: Eine rechtsvergleichende Studie über die Volksvertretung im kommunalen und staatlichen Bereich). Ein Jahr später bestand sie das Zweite Juristische Staatsexamen. Sie begann ihre Beamtenlaufbahn 1976 im Bayerischen Staatsministerium der Justiz und wurde später an die Bayerische Staatskanzlei abgeordnet. Im weiteren Verlauf arbeitete sie als Rechtsanwältin in Wiesbaden, im Büro beim Direktor des Bundesrates und bei der Vertretung des Landes Rheinland-Pfalz beim Bund.
Wurzel bekleidete in der Folgezeit in verschiedenen Bundesländern das Amt des Staatssekretärs. Sie war von 1990 bis 1991 Staatssekretärin im Innenministerium des Landes Rheinland-Pfalz, von 1992 bis 1994 Staatssekretärin und Chefin der Staatskanzlei des Landes Mecklenburg-Vorpommern und von 1994 bis 1998 Staatssekretärin für Bundesangelegenheiten und Bevollmächtigte des Landes Mecklenburg-Vorpommern beim Bund in Bonn. Von 1998 bis 2003 war sie als selbständige Rechtsanwältin in Bonn tätig. Von 2003 bis 2006 war sie Staatssekretärin und Chefin der Staatskanzlei des Landes Niedersachsen und von 2006 bis 2007 Staatssekretärin im Ministerium für Inneres und Sport des Landes Niedersachsen.
Seit 2008 praktiziert Wurzel als Rechtsanwältin in einer Kanzlei in Köln.

## Ehrungen
- 1999: Großes Verdienstkreuz der Bundesrepublik Deutschland

## Schriften
- Rechtspraxis der kommunalen Unternehmen. Beck, München 2010, ISBN 978-3-406-58554-8